# Osman II
Sultan Osman II hoặc Othman II (có biệt hiệu là Genç Osman trong tiếng Thổ Nhĩ Kỳ) (3 tháng 11 năm 1604 – 20 tháng 5 năm 1622) là vị hoàng đế thứ 16 của Đế quốc Ottoman, đã trị vì từ năm 1618 đến khi qua đời vào ngày 20 tháng 5 năm 1622. Genç Osman được biết như là một hoàng đế năng nổ và có tầm nhận thức. Ngoài ra, Osman cũng là một thi sĩ và là một nhà cải cách của Đế quốc Ottoman.

## Tiểu sử
Genç Osman sinh ra vào ngày 3 tháng 11 năm 1604. Là con trai của Ahmed I (1603-1617) và vợ của Ahmed là Mâhfiruze Sultan người gốc Hy Lạp. Thuở bé Osman đã được người mẹ dành cho nhiều sự quan tâm đến nền giáo dục, vị vậy nên Osman biết làm thơ với bút danh Farisi và nói được nhiều ngoại ngữ, bao gồm tiếng Ả Rập, Ba Tư, Hy Lạp, Latin và Ý.

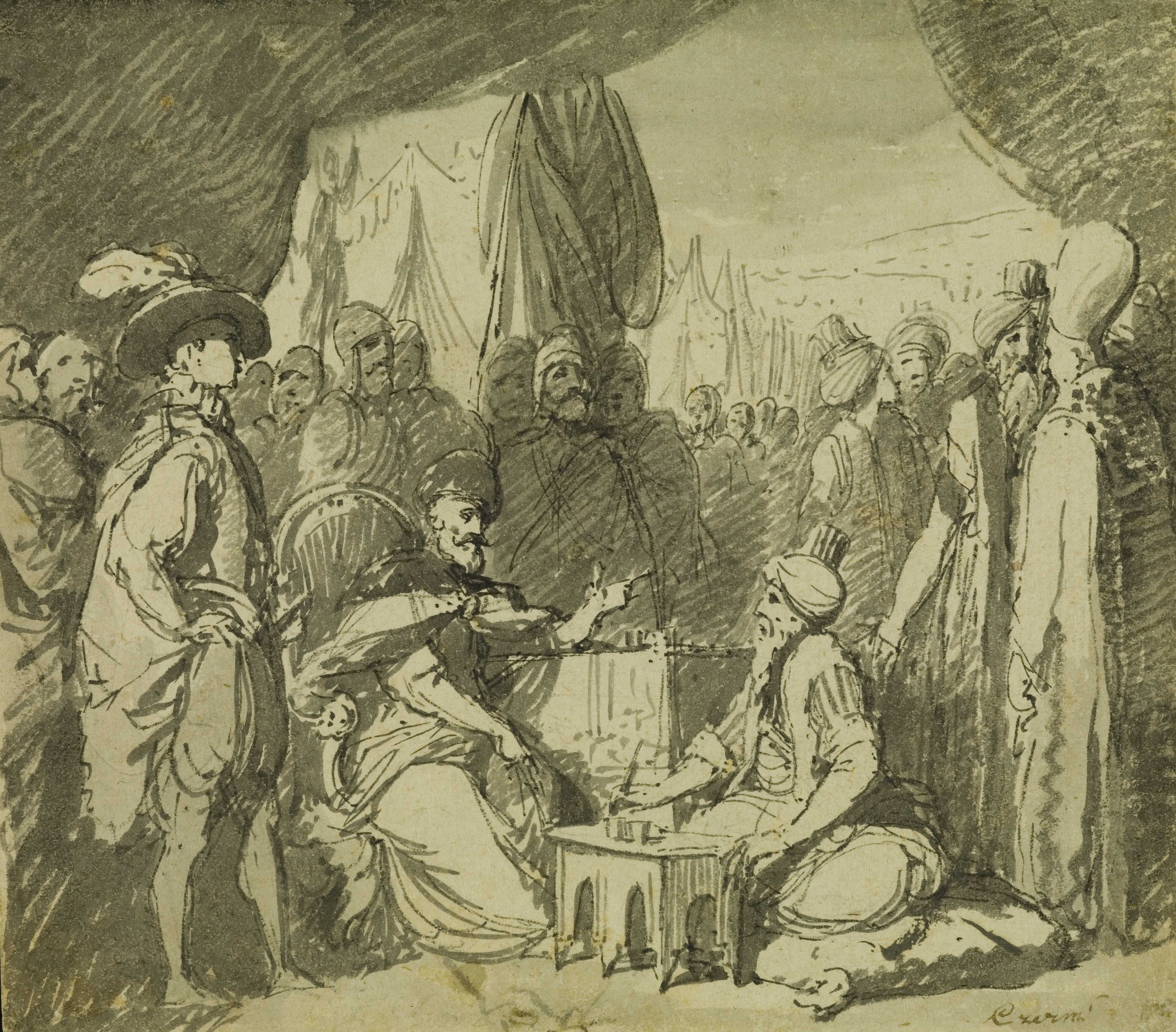
Sau trận Khotyn chống Liên bang Ba Lan-Lithuania, Genç Osman buộc phải ký hòa ước Khotyn, sau đó rút quân về nước.

Năm 14 tuổi (1618), Genç Osman lên ngôi hoàng đế Ottoman sau khi người chú là Mustafa I (1617-18, 1622-23) bị truất phế. Khi ở ngôi, Osman xác nhận biên giới của đế chế bằng việc ký hòa ước với nhà Safavid của Đế quốc Ba Tư láng giềng, dưới triều quốc vương Shah Abbas I. Osman còn có chiến tranh xâm lược nước Ba Lan, gọi là chiến tranh quyền quý Moldavia rồi sau đó lại là Chiến tranh Ba Lan-Ottoman (1620–1621), quân Ottoman đã giành chiến thắng trong trận Ţuţora năm 1620 nhưng sau trận Khotyn vào tháng 9-10 năm 1621, quân đội Ottoman phải ký hòa ước với người Ba Lan. Sau trận, Osman quay về Istanbul.
Osman cũng là một nhà cải cách, trong số cải cách này có ý đồ giải tán binh đoàn Janisarry, dẫn tới việc binh đoàn này nổi dậy (xem Cuộc nổi loạn Janissary. Genç Osman đã bị tể tướng Kara Davut Pasha giết chết năm 1622, ngày 20 tháng 5.
Một số người cho là Genç Osman đã bị những người bác sĩ đầu độc (hơi giống như vụ đầu độc Mehmed II (1444-1446, rồi 1451-1481) vào năm 1481).

## Gia quyến
- Cha: Ahmed I
- Mẹ: Mâhfiruze Sultan
- Vợ:
  - Akile (Rukiyye) Hanim
  - Ayse Hanim
- Con:
  - Trai:
    - Omer
    - Mustafa

  - Gái:
    - Zeynep